# Fisktjärnen (Lycksele socken, Lappland)
Fisktjärnen är en sjö i Lycksele kommun i Lappland och ingår i Umeälvens huvudavrinningsområde. Sjön har en area på 0,0519 kvadratkilometer och ligger 311,9 meter över havet.

## Delavrinningsområde
Fisktjärnen ingår i det delavrinningsområde (714893-165045) som SMHI kallar för Utloppet av Hemsjön. Medelhöjden är 292 meter över havet och ytan är 10,65 kvadratkilometer. Det finns inga avrinningsområden uppströms utan avrinningsområdet är högsta punkten. Stenträskbäcken som avvattnar avrinningsområdet har biflödesordning 3, vilket innebär att vattnet flödar genom totalt 3 vattendrag innan det når havet efter 126 kilometer. Avrinningsområdet består mestadels av skog (85 procent). Avrinningsområdet har 1,32 kvadratkilometer vattenytor vilket ger det en sjöprocent på 12,4 procent.